# Собственный капитал
Со́бственный капита́л — раздел бухгалтерского баланса, отражающий остаточное требование учредителей (участников) к созданному ими юридическому лицу. Он может уменьшаться или увеличиваться в зависимости от дополнительных инвестиций в компанию (эмиссионный доход при выпуске акций, безвозмездно полученные ценности и прочее) и результатов собственной деятельности (чистый доход за период, переоценка основных средств и прочее).
В случае акционерного общества собственный капитал также называют акционерным капиталом, а в случае некоммерческих организаций (в том числе «Фонда Викимедиа») — чистыми активами (англ. net assets). Однако на практике такие понятия, как net assets, net worth («чистые активы»), shareholders’ equity / funds / capital («собственный капитал»), другие аналогичные зачастую используются как синонимы.
Чи́стыми акти́вами является разность совокупных активов (валюты баланса) и совокупных обязательств. Например, в отчётности прибыльной компании, составленной по МСФО, чистые активы будут превышением рыночной стоимости активов над непогашенной задолженностью. То есть: если бы такая компания решила продать всю собственность и из этих денег рассчитаться по всем своим обязательствам, то сумма, оставшаяся у неё на руках (или сальдо по счёту «денежные средства и их эквиваленты»), и была бы тем, что доступно к распределению между акционерами. После того, как компания выплатит и это остаточное требование, её счета придут к нулевому (или ликвидационному) балансу.

## Форма
В разных странах порядок составления данного раздела бухгалтерского баланса может различаться.

## Нормативно-правовая основа определения понятия «Собственный капитал» (собственные средства) в России
В мировой практике и российском законодательстве понятия «собственные средства», «собственный капитал», «чистые активы» зачастую используются как аналогичные. В некоторых нормативных правовых актах РФ эти понятия используются как взаимозаменяемые. К примеру, в Письме Банка России от 28 октября 1996 года № 350 «О показателе стоимости чистых активов» указано, что «чистые активы — это активы, свободные от обязательств, что соответствует понятию собственных средств (капитала) применительно к кредитной организации». Существует множество различных методов и методик (для различного вида субъектов), определяющих порядок расчета собственных средств:
- Постановление Правительства РФ от 21 апреля 2006 года № 233 «О требованиях к размеру собственных денежных средств застройщика, порядке расчета размера этих средств, а также нормативах оценки финансовой устойчивости деятельности застройщика»;
- Приказ ФСФР РФ от 23 октября 2008 года № 08-41/пз-н «Об утверждении Положения о порядке расчета собственных средств профессиональных участников рынка ценных бумаг, управляющих компаний инвестиционных фондов, паевых инвестиционных фондов и негосударственных пенсионных фондов, товарных бирж и биржевых посредников, заключающих в биржевой торговле договоры, являющиеся производными финансовыми инструментами, базисным активом которых является биржевой товар» (зарегистрировано в Минюсте РФ 04 февраля 2009 под № 13265);
- Информационное письмо Росстрахнадзора от 29 декабря 2009 года № 11063/04-01 «О составлении и представлении страховыми организациями в составе годовой бухгалтерской отчётности и отчётности в порядке надзора за 2009 год и промежуточной бухгалтерской отчётности и отчётности в порядке надзора за 1 квартал 2010 года формы № 7п-страховщик и формы 14п-страховщик» (вместе с «Рекомендуемым порядком составления и представления формы № 7п-страховщик „Отчёт о размещении средств страховых резервов“ и формы № 14п-страховщик „Отчёт о составе активов, принимаемых для покрытия собственных средств страховой организации“»);
- Приказ Минфина РФ от 19 апреля 2011 года № 43н «Об утверждении экономических нормативов достаточности собственных средств и ликвидности для микрофинансовых организаций, привлекающих денежные средства физических лиц и юридических лиц в виде займов» (зарегистрировано в Минюсте РФ 6 июня 2011 года под № 20945) и другие.

О необходимости наличия достаточного уровня собственных средств не напрямую, а косвенно, говорится и в иных нормативных правовых актах. Федеральный закон от 18 июля 2009 года № 190-ФЗ «О кредитной кооперации», Приказ Минфина РФ от 22 июля 2010 года № 78н «Об утверждении Порядка размещения средств резервных фондов кредитных потребительских кооперативов» (зарегистрировано в Минюсте РФ 31 августа 2010 года под № 18318) уделяют немало внимания финансовой устойчивости кредитного кооператива, в том числе и через достаточный уровень собственных средств кооператива: внедрена и используется косвенная привязка к собственным средствам через систему финансовых нормативов деятельности кредитного кооператива. Например, в кредитном кооперативе должно выполняться следующее финансовое ограничение: «минимальная величина паевого фонда кредитного кооператива должна составлять не менее 8 процентов суммы денежных средств, привлеченных кредитным кооперативом от членов кредитного кооператива (пайщиков)». Наличие различных методов и приемов определения чистых активов и собственных средств обусловлено спецификой деятельности различных финансовых институтов и организационно-правовых видов юридических лиц.

### Россия
Собственный капитал состоит из следующих статей:
- уставного капитала (оплаченного акционерного капитала);
- нераспределённой прибыли, заработанной предприятием в результате эффективной деятельности и остающейся в его распоряжении;
- добавочного капитала (формируется по результатам переоценки активов, за счёт эмиссионного дохода; безвозмездно полученные предприятием ценности);
- резервного капитала — резервного фонда, создающегося из чистой прибыли; фонд потребления (также из чистой прибыли) и т. п. см. форму № 1 Бухгалтерский баланс.

Собственный капитал = Итог по разделу баланса «Капитал и резервы».